# イヴァノヴォ州の行政区画
イヴァノヴォ州の行政区画（イヴァノヴォしゅうのぎょうせいくかく）では、ロシア連邦、イヴァノヴォ州の行政区画について記述する。

## 行政区画
イヴァノヴォ州は6つの町、21の地区から構成される。
- 町 (イヴァノヴォ州の管轄下)
  - イヴァノヴォ (Иваново) (行政中心地)
  - フルマノフ (Фурманов)
  - キネシマ (Кинешма)
  - シューヤ (Шуя)
  - テイコヴォ (Тейково)
  - ヴィチュガ (Вичуга)
- 地区(ラヨン)
  - フルマノフ地区 (Фурмановский)
  - ガヴリロフ・ポサト地区 (Гаврилово-Посадский)
  - イリンスコエ地区 (Ильинский)
  - イヴァノヴォ地区 (Ивановский)
  - キネシマ地区 (Кинешемский)
  - コムソモリスク地区 (Комсомольский)
  - レジュネヴォ地区 (Лежневский)
  - ルフ地区 (Лухский)
  - パレフ地区 (Палехский)
  - ペスチャキ地区 (Пестяковский
  - プリヴォルシュスク地区 (Приволжский)
  - プチェシュ地区 (Пучежский)　
  - ロドニキ地区 (Родниковский)
  - サヴィノ地区 (Савинский)
  - シューヤ地区 (Шуйский)
  - テイコヴォ地区 (Тейковский)
  - ヴェルフニランデフ地区 (Верхнеландеховский)
  - ヴィチュガ地区 (Вичугский)
  - ユリエヴェツ地区 (Юрьевецкий)
  - ユジャ地区 (Южский)
  - ザヴォルシスク地区 (Заволжский)